# パブロ・ギニャス
パブロ・オラシオ・ギニャス（Pablo Horacio Guiñazú, 1978年8月26日 - ）は、アルゼンチン・コルドバ州ヘネラル・カブレーラ出身の元同国代表サッカー選手。現役時代のポジションはミッドフィールダー。

## 経歴
ニューウェルズ・オールドボーイズでプロキャリアを始め、イタリアのペルージャ・カルチョに移籍するまでの間に100試合以上に出場した。2001年、アルゼンチンへ戻りCAインデペンディエンテと契約し、2002アペルトゥーラ優勝に貢献した。2004年、古巣のニューウェルズ・オールドボーイズを経てロシアのサトゥルン・ラメンスコーエに移籍。サトゥルンで1シーズン過ごした後、パラグアイのクラブ・リベルタと契約するために南米に戻り、2006年にリーグ優勝をした。
2007年、ブラジルのSCインテルナシオナルに入団。インテルナシオナルでは5年の間にレギュラーとしてコパ・リベルタドーレスを始め数々のタイトル獲得に貢献。2009年にプレミオ・クラッキ・ド・ブラジレイロンとボーラ・ジ・プラッタのベストイレブンに選ばれ、さらに2011年はスーペルクラシコ・デ・ラス・アメリカスに向けアルゼンチン代表にアレハンドロ・サベーラ監督から約8年ぶりに招集され、34歳という年齢もあって驚きをもって伝えられた。この充実した時を過ごしている状況にギニャスは体は34歳だが、頭はまだ23歳だと語った。
2013年1月4日、個人的な理由や家族の問題から契約を終了し、リベルタに復帰した。
2013年7月19日、CRヴァスコ・ダ・ガマへ移籍。
2016年1月27日、アルゼンチンに戻り、コルドバ州のCAタジェレスへ移籍。
2019年3月1日、現役引退を発表した。

## タイトル

### クラブ
CAインデペンディエンテ
- プリメーラ・ディビシオン : 2002A

クラブ・リベルタ
- リーガ・パラグアージャ : 2006

SCインテルナシオナル
- カンピオナート・ガウショ : 2008, 2009, 2011, 2012
- コパ・スダメリカーナ : 2008
- スルガ銀行チャンピオンシップ : 2009
- コパ・リベルタドーレス : 2010
- レコパ・スダメリカーナ : 2011

CRヴァスコ・ダ・ガマ
- カンピオナート・カリオカ : 2015

### 個人
- プレミオ・クラッキ・ド・ブラジレイロン : 2009
- ボーラ・ジ・プラッタ : 2009